# قانون حرية المعلومات 2000
هو قانون صادر عن برلمان المملكة المتحدة يعطي «حق عام في الوصول» إلى المعلومات التي تحتفظ بها السلطات العامة. وهو تطبيق لتشريع حرية المعلومات في المملكة المتحدة على مستوى وطني. يقتصر تطبيقه في اسكتلندا (التي تمتلك تشريعاتها الخاصة بما يتعلق بحرية المعلومات) على مكاتب الحكومة البريطانية الموجودة فيها. ينفذ القانون بيان التزام لحزب العمال في الانتخابات العامة لعام 1997 وضعه الدكتور ديفيد كلارك كورقة بيضاء في عام 1997. يُعتقد أن النسخة النهائية من القانون قد خُففت عن تلك المقترحة عندما كان حزب العمال في المعارضة. دخلت الأحكام الكاملة للقانون حيز التنفيذ في 1 يناير عام 2005.
القانون هو مسؤولية وزارة اللورد المستشار (أعيد تسميتها حاليًا إلى وزارة العدل). أدى القانون إلى إعادة تسمية مفوض حماية البيانات (وظيفته إدارة قانون حماية البيانات لعام 1998)، الذي يُعرف الآن بمفوض المعلومات. يشرف مكتب مفوض المعلومات على إدارة القانون.
يوجد قانون آخر لحرية المعلومات في المملكة المتحدة، وهو قانون حرية المعلومات 2002 (اسكتلندا) (asp 13). أقره البرلمان الاسكتلندي في عام 2002، ليشمل الهيئات العامة التي يمتلك البرلمان في هوليرود، بدلًا من وستمنستر، ولاية قضائية عليها. بالنسبة لهذه المؤسسات، فإنه يؤدي نفس الهدف من قانون 2000.
قُدّم نحو 120 ألف طلب في السنة الأولى التي دخل فيها القانون حيز التنفيذ. شكّل المواطنون نسبة 60% منهم، إلى جانب الشركات والصحفيين بنسبة 20% و10% على التتالي. على كل حال، كانت طلبات الصحفيين تميل أن تكون أكثر تعقيدًا وبالتالي أكثر تكلفة. شكلوا نحو ما يقارب 10% من الطلبات الأولية على القانون والتي قُدمت إلى الحكومة المركزية لكن 20% من تكلفة وقت المسؤولين هو في التعامل مع الطلبات. كلّف القانون 35.5 مليون يورو في عام 2005.

## الخلفية
يطبق القانون بيان التزام حزب العمال الذي كان في الانتخابات العامة لعام 1997. قبل طرحه، لم يكن يمتلك عامة الشعب حقًا بالوصول إلى الحكومة، إنما مجرد منصة تطوعية محدودة لمشاركة المعلومات.

### الورقة البيضاء
كان القانون مسبوقًا بورقة بيضاء لعام 1998 بعنوان «حقك في المعرفة» للدكتور ديفيد كلارك. قوبلت الورقة البيضاء بحماس واسع النطاق، ووُصفت أنها كانت في ذلك الوقت «جيدة لدرجة يصعب تصديقها»، من قبل أحد مؤيدي تشريع حرية المعلومات. القانون في النسخة النهائية من القانون كان محدودًا بشكل كبير مقارنة الورقة البيضاء الأولية.

### المناقشة البرلمانية
نُشرت مسودة مشروع القانون في شهر مايو من عام 1999، نوقش المشروع بشكل كبير في مجلس العموم ومجلس اللوردات، وحصل على موافقة ملكية في عام 2000.

## القانون

### قابلية التطبيق
يعطي قانون حرية المعلومات حقًا دستوريًا للوصول إلى المعلومات التي ترتبط بالهيئات التي تمارس وظائف ذات طبيعة عامة. هناك ثلاثة أنواع من الهيئات التي يشملها القانون: السلطات العامة، والشركات ذات الملكية العامة والهيئات المحددة لتأدية وظائف عامة.

### السلطات العامة
مبدئيًا، تنطبق حرية المعلومات على جميع «السلطات العامة» في المملكة المتحدة. تُضمن قائمة كاملة من «السلطات العامة» لأهداف القانون في جدول1. الدوائر الحكومية، وبيوت البرلمان، وجمعية أيرلندا الشمالية، وجمعية ويلز الوطنية، والقوات المسلحة، والهيئات الحكومية المحلية، وهيئات الخدمة الصحية الوطنية، والمدارس والكليات والجامعات، وسلطات الشرطة وكبار ضباط الشرطة، جميعها مضمنة في هذه القائمة، التي تتراوح بين مجلس رعاية حيوانات المزرعة إلى مجلس الشباب لإيرلندا الشمالية. تُستثنى بعض الدوائر الحكومية من نطاق القانون، ولا سيما أجهزة الاستخبارات.
عند إغلاق الدوائر الحكومية وإنشائها فإنه يجب أن يُحدّث القانون معها باستمرار. تخول المادة 4 من القانون وزير الخارجية للشؤون الدستورية أن يضيف هيئة أو مسؤول رسمي ما إلى الجدول1 بمثابة سلطة عامة إذا أنشئت بموجب قانون أو سلطة، ويُحدد أفرادها من خلال الحكومة.

## الشركات ذات الملكية العامة
الشركات التي تندرج ضمن تعريف شركة مملوكة من العامة وفق المادة 6 من القانون تدخل تلقائيًا في مجال تنفيذه. تنص المادة 6 على أن الشركة تكون مملوكة من العامة إذا كانت:
- مملوكة بالكامل من التاج، أو
- مملوكة من قبل أي سلطة عامة مُدرجة في الجدول 1 ما عدا

1. دائرة حكومية، أو
2. أي سلطة مدرجة وترتبط بمعلومات محددة.